# Grange-Grèche
Grange-Grèche est un lieu-dit en Suisse, sur le canton de Vaud, divisé en deux parties.
Grange-Grèche Dessus se trouve sur la commune de Begnins. C'est là que se trouve l'ancienne colonie de vacances de Saint-Joseph (Genève).
Grange-Grèche Dessous fait partie de la commune voisine de Luins. On y trouve un verger conservatoire, et le seul séquoia de la région.